# Jong Oh (Künstler)
Jong Oh (* 1981 in Nouadhibou, Mauretanien) ist ein koreanischer Installationskünstler.

## Leben und Werk
Jong Oh studierte von 2000 bis 2008 Bildhauerei an der Hongik University, Seoul, Südkorea und von 2009 bis 2011 bildende Kunst an der School of Visual Arts in New York City.
Für seine Werke benutzt er die unterschiedlichsten Materialien, wie z. B. Metallelemente, Holz oder Fäden. Gebrauchsgegenstände des täglichen Lebens nehmen ebenfalls eine wesentliche Rolle in seinen Arbeiten ein. Ein winziger Messingknauf, ein Stuhlbein, jedes Detail innerhalb seiner Arrangements ist von Bedeutung.
Seine oft abstrakt, minimalistischen Rauminstallationen wirken dabei wie eine Art Zeichnung im Raum und strahlen eine filigrane und detaillierte Eleganz aus. Dabei entziehen sie sich fast gänzlich einer festen Kategorisierung.
Jong Oh lebt und arbeitet in New York City, USA und Südkorea.

## Einzelausstellungen (Auswahl)
- 2012: MARC STRAUS, New York, NY
- 2013: Jochen Hempel Gallery, Berlin, Germany

## Gruppenausstellungen (Auswahl)
- 2007: The Memory of Earth, Jebiwool Museum, Gwacheon, Korea
- 2007: Misari Outdoor Exhibition, Misari Racing Stadium, Gapyeong, Korea
- 2007: Canada in Korean Eyes, Embassy of Canada, Seoul, Korea
- 2008: Wild Artist Sanctuary, Soop Gallery, Seoul, Korea
- 2009: Base Station 51-18, Orange Gallery, Seoul, Korea
- 2010: Subtle Anxiety, Doosan Gallery, New York, NY
- 2010: More and Less, SVA Gallery, New York, NY
- 2011: First Look III, Hudson Valley Center for Contemporary Art, Peekskill, NY
- 2011: Imprecise Geometry, 308 at 156 Project Artspace, New York, NY
- 2011: Fragmentation, Stephan Stoyanov Gallery, New York, NY
- 2012: The Itinerary of Mobility and Translation, Korean Cultural Service, New York, NY